# Instytut „Pomnik – Centrum Zdrowia Dziecka”
Instytut „Pomnik – Centrum Zdrowia Dziecka” (CZD; IPCZD) – instytut naukowy i jednostka badawczo-rozwojowa Ministerstwa Zdrowia utworzony w 1977 w Warszawie z inicjatywy Ewy Szelburg-Zarembiny (1965); prowadzi również działalność szpitalną, jest jednocześnie pomnikiem dzieci, ofiar II wojny światowej (1939–1945).
Uważany za najnowocześniejszy szpital dziecięcy w Polsce. Prowadzi działalność leczniczą, rehabilitacyjną, naukową i szkoleniową. W jego skład wchodzi 17 klinik, 29 samodzielnych poradni, apteka szpitalna oraz zespół specjalistycznych przychodni.
W 1991 przy instytucie otwarto sanitarne lądowisko.
W 1998 Instytut został uhonorowany statuetką Dziecięcej Nagrody „Serca”.

## Historia
- 10 lipca 1965

Seweryna Szmaglewska, była więźniarka hitlerowskich obozów koncentracyjnych i autorka książki „Dymy nad Birkenau”, wnosi inicjatywę Ewy Szelburg-Zarembiny na obrady Rady Ochrony Pomników Walki i Męczeństwa.
- 7 lutego 1968

Rada Ochrony Pomników Walki i Męczeństwa powołuje do życia liczący 100 osób Społeczny Komitet Budowy Pomnika – Szpitala Centrum Zdrowia Dziecka i wyłania z jego składu Komitet Wykonawczy, na którego czele stanął przewodniczący Rady Ochrony Pomników Walki i Męczeństwa Janusz Wieczorek.
- 8 lutego 1968

Społeczny Komitet Budowy wystąpił z apelem wzywającym polskie społeczeństwo, Polonię i ludzi dobrej woli do ofiarności w realizacji budowy i wyposażenia Pomnika – Szpitala.
- 23 marca 1968

Szwedzka Polonia wystąpiła z apelem do Polonii na całym świecie o materialne wspieranie budowy Centrum Zdrowia Dziecka w Warszawie.
- 24 marca 1968

Z inicjatywy Ministerstwa Zdrowia i Opieki Społecznej odbyła się konferencja wybitnych pediatrów i lekarzy innych specjalności, inaugurująca fachowe debaty nad opracowaniem programu medycznego Centrum Zdrowia Dziecka oraz struktury organizacyjnej tej placówki.
- 1 marca 1969

Przy współpracy ze Stowarzyszeniem Architektów Polskich ogłoszono otwarty konkurs na projekt Pomnika – Szpitala Centrum Zdrowia Dziecka.
- 8 czerwca 1970

Warszawskiemu zespołowi, w składzie: mgr inż. arch. Jacek Bolechowski, mgr inż. arch. Andrzej Bołtuć i inż. konstruktor Andrzej Zieliński, przyznano pierwszą nagrodę w konkursie na projekt Pomnika – Szpitala Centrum Zdrowia Dziecka.
- 1 czerwca 1971

Patronat nad budową Centrum Zdrowia Dziecka objął Związek Harcerstwa Polskiego, organizując jednocześnie zbiórki pieniędzy.
- 11 marca 1972

Członkowie Warszawskiego Klubu SYNÓW PUŁKU – Honorowych Dawców Krwi po raz pierwszy zbiorowo oddali krew dla powołanego przez nich wcześniej BANKU KRWI Centrum Zdrowia Dziecka.
- 3 czerwca 1973

Uroczystość wmurowania aktu erekcyjnego pod budowę Pomnika – Szpitala Centrum Zdrowia Dziecka.
- 1 marca 1976

Pierwszym Dyrektorem Centrum Zdrowia Dziecka zostaje prof. dr hab. n. med. Maria Goncerzewicz.
- 31 maja 1977

Ukończono pierwszy etap budowy Centrum Zdrowia Dziecka, oddając do użytku Pawilon A, B i C.
- 15 października 1977

W obecności dyrektor Marii Goncerzewicz, powitano uroczyście pierwszych 40 pacjentów. W ciągu pierwszych 5 lat działalności Centrum Zdrowia Dziecka przyjęto 144 808 małych pacjentów.
- 30 grudnia 1979

Zakończono drugi etap budowy, oddając do użytku 5 pawilonów w tym liczący 11 pięter budynek, w którym ulokowano oddziały szpitalne.
Trzeci etap budowy został ukończony w 1991 roku.
- 1 października 1990

W wyniku przeprowadzonego przez Ministerstwo Zdrowia konkursu, na stanowisku Dyrektora, Marię Goncerzewicz zastąpił prof. Paweł Januszewicz, który pełnił tę funkcję do końca 2000 roku.
- 19 grudnia 1995

Na mocy rozporządzenia Rady Ministrów RP Centrum Zdrowia Dziecka uzyskało status prawny jednostki badawczo-rozwojowej i nazwę: Instytut „Pomnik – Centrum Zdrowia Dziecka”.
- 22 października 2007

Instytut „Pomnik – Centrum Zdrowia Dziecka” świętował jubileusz 30-lecia.
- styczeń 2013

Audyt przeprowadzony na zlecenie Ministerstwa Zdrowia ujawnił znaczną skalę niegospodarności i przerosty zatrudnienia, skutkujące zadłużeniem sięgającym 270 mln zł.
- maj 2015

Oddanie do użytku nowego lądowiska.

## Dyrektorzy Instytutu
- 1 marca 1976 – 30 września 1990 – prof. dr hab. n. med. Maria Goncerzewicz
- 1 października 1990 – 31 grudnia 2000 – prof. dr n. med. Paweł Januszewicz
- 28 sierpnia 2001 – 12 listopada 2001 – doc. dr hab. Janusz Książyk
- 2002 – maj 2012 – dr n. med. Maciej Piróg
- 25 czerwca 2012 – luty 2013 – prof. dr hab. n. med. Janusz Książyk
- luty 2013 – maj 2014 – prof. nadzw. dr hab. n. med. Małgorzata Syczewska (jako Kierownik Instytutu, od sierpnia 2013 p.o. Dyrektora)
- 20 maja 2014 – 4 grudnia 2018 − prof nadzw. dr hab. n. med. Małgorzata Syczewska
- od 4 grudnia 2018 − dr n. med. Marek Migdał

## Nagrody i Wyróżnienia
1. 2002, Certyfikat Wyróżnienia IPCZD jest laureatem Tytułu Promocyjnego Placówka Medyczna Przyjazna Pacjentowi,
2. 2004, IPCZD spełnia wymagania normy Systemu Zarządzania Środowiskowego: ISO 14001,
3. 2005, Finalista Ogólnopolskiego Rankingu Szpitali w kategorii 100 najlepszych szpitali publicznych w Polsce,
4. 2005,Certyfikat dla placówki profesjonalnie i z sercem współpracującej z wolontariuszami przyznawany przez Sieć Centrów Wolontariatu w Polsce,
5. 2005, Statuetka „Krew dla Serca” Dla Macieja Piróga Za pomoc niepełnosprawnym i potrzebującym,
6. 2005, Maciej Piróg 9. na Liście Stu najbardziej wpływowych osób w ochronie zdrowia w Polsce,
7. 2005, Klinika Kardiologii dziecięcej IPCZD w Warszawie najlepszym oddziałem kardiologii dziecięcej w Polsce,
8. 2006, IPCZD w Warszawie najlepszym szpitalem w rankingu Newsweek Polska oraz TPJOZ w Polsce,
9. 2006, Dyplom dla prof. dr hab. Piotra J. Kalicińskiego kierownika Kliniki Chirurgii Dziecięcej i Transplantologii Narządów IPCZD w Warszawie najlepszego oddziału chirurgii dziecięcej w Polsce,
10. 2006, Nagroda Główna dla IPCZD za wprowadzanie rozwiązań ułatwiających godzenie macierzyństwa z pracą zawodową,
11. 2006, IPCZD Najlepszy Szpital Publiczny w rankingu Newsweek Polska,
12. 2006, Klinika Chirurgii Dziecięcej i Transplantologii Narządów IPCZD w Warszawie najlepszym oddziałem chirurgii dziecięcej w Polsce,
13. 2006, Klinika Kardiochirurgii Dziecięcej IPCZD w Warszawie najlepszym oddziałem kardiochirurgii dziecięcej w Polsce,
14. 2006, Nagroda Główna FIRMA PRZYJAZNA MAMIE, Dziecko Poradnik DOMOWY,
15. 2007, Maciej Piróg 7. na Liście Stu najbardziej wpływowych osób w ochronie zdrowia w Polsce,
16. 2008, IPCZD spełnia wymagania normy Systemu Zarządzania Jakością: ISO 9001,
17. 2008, WYSOKI POZIOM Nagroda Wydawnictwa ELAMED,
18. 2008, Dolnośląska Magnolia dla Pana Macieja Piróga,
19. 2008, Za zajęcie II miejsca w III Ogólnopolskim Konkursie „Pielęgniarka Roku” region mazowiecki,
20. 2009, Certyfikat Akredytacyjny przyznający IPCZD Statut Szpitala Akredytowanego,
21. 2009, 20 lat Fundacji Towarzystwo Przyjaciół Centrum Zdrowia Dziecka z podziękowaniem dla IPCZD za 20-letnia współpracę.

## Poradnie i oddziały
1. Budynek A
  - Niski parter – Zakład patologii
  - Wysoki parter – Zakład Genetyki Medycznej; Pracownia Zgodności Tkankowej
  - 1 piętro – Zakład Mikrobiologii i Immunologii Klinicznej
2. Budynek B
  - Niski parter – Zakład Medycyny nuklearnej, Zakład Biochemii, Radioimmunologii i Medycyny Doświadczalnej
  - Wysoki parter – Poradnia Chorób i Transplantacji Wątroby;
  - 1 piętro – Punkt Pobrań, Poradnia Transplantacji Nerek
3. Budynek C
  - Niski parter – Pracownia Antropologii, Poradnia Immunologiczna, Poradnia Nefrologiczna i Nadciśnienia Tętniczego, Poradnia Alergologiczna, Poradnia Dermatologiczna, Poradnia Konsultacyjno-Pulmonologiczna, Poradnia Pulmonologii.
  - Wysoki parter – Poradnia Gastroenterologiczna; Poradnia Okulistyczna; Poradnia Laryngologiczna
  - 1 piętro – Poradnia Kardiologiczna; Poradnia Neurologiczna i Epileptologiczna
4. Budynek D
  - Niski parter – Poradnia Chorób Metabolicznych, Zakład Patologii jamy ustnej, Pracownia Tomografii komputerowej
  - Wysoki parter – Pracownia Badań Podstawowych, Pracownia Cewnikowania Serca i Angiografii, Pracownia Ultrasonografii, Pracownia Rezonansu Magnetycznego; Poradnia Chirurgiczna; Poradnia Neurochirurgiczna; Poradnia Urologiczna; Izba Przyjęć; Rejestracja; Punkt Informacyjny
  - 1 piętro – Poradnia Leczenia Bólu i Anestezjologii
5. Budynek E
  - Niski parter – Dział Zarządzania Zasobami Ludzkimi, Poradnia Konsultacyjna; Ośrodek Chirurgii Ambulatoryjnej
  - Wysoki parter – Dyrekcja Instytutu; Dział Public Relations; Dział Organizacji Pracy Pielęgniarskiej
  - 1 piętro – Oddział Intensywnej Terapii I; Oddział Intensywnej Terapii II; Oddział Dializ
  - 2 piętro – Oddział Neonatologii, Patologii Noworodka i Intensywnej Terapii Noworodka; Poradnia Konsultacyjna
  - 3 piętro – Oddział Kardiochirurgii; Oddział Okulistyki
  - 4 piętro – Oddział Chirurgii Ogólnej
  - 5 piętro – Oddział Neurochirurgii; Oddział Urologii Dziecięcej
  - 6 piętro – Oddział Kardiologii
  - 7 piętro – Oddział Onkologii
  - 8 piętro – Oddział Gastroenterologii, Hepatologii i Zaburzeń Odżywiania; Oddział Otolaryngologii
  - 9 piętro – Oddział Nefrologii, Transplantacji Nerek i Nadciśnienia Tętniczego
  - 10 piętro – Oddział Neurologii i Epileptologii; Oddział Immunologii
6. Budynek F
  - Niski parter – Apteka Szpitalna
  - Wysoki parter –Sala Widowiskowo-Wykładowa; Dział Umów i Rozliczeń; Kancelaria Główna; Sekcja Dokumentacji i Statystyki; Biblioteka Dziecięca i Młodzieżowa; kaplica
  - 1 piętro – Dział Organizacji Nauki i Szkoleń; Dział Organizacji Pracy Klinicznej; sala wykładowa
7. Budynek G, Budynek H, Budynek J, Budynek K – Administracja Instytutu
8. Budynek RA
  - Parter – Oddział Dzienny Rehabilitacji Neurologicznej; Zakład Psychologii Zdrowia
  - 1 piętro – Punkt Krwiodawstwa
9. Budynek RB
  - Piwnica – Oddział Dzienny Rehabilitacji Narządu Ruchu
  - Parter – Poradnia Rehabilitacji Pediatrycznej
  - 1 piętro – Poradnia Audiologiczna; Poradnia Foniatryczna; Poradnia Logopedyczna
10. Budynek RC
  - Piwnica – Poradnia Pomocy Rodzinie; Oddział Dzienny Chemioterapii; Poradnia Onkologiczna Dzieci i Młodzieży, Oddział Dzienny Rehabilitacji; Oddział Dzienny Rehabilitacji Neurologicznej;
  - Parter – Poradnia Rehabilitacji Pediatrycznej;
  - 1 piętro – Zakład Psychiatrii, Biblioteka, windy
11. Budynek RD
  - Parter – Oddział Dzienny Rehabilitacji Narządu Ruchu
  - 1 piętro – Oddział Chorób Metabolicznych i Diabetologia
12. Budynek RE
  - Parter – Oddział Chorób Metabolicznych, Endokrynologii i Diabetologii
  - 1 piętro – Oddział Rehabilitacji Pediatrycznej i Neurologicznej.
13. Budynek PED
  - Piwnica – Poradnia Pediatryczna; Poradnia Diabetologiczna; Poradnia Żywieniowa
  - Parter – Oddział Pediatrii i Żywienia
14. Budynek Z
  - Parter – Zakład Biochemii i Medycyny Doświadczalnej

## Zespół Szkół Specjalnych nr 78
Od roku 1980 w Instytucie działa Zespół Szkół Specjalnych nr 78 im. Ewy Szelburg-Zarembiny, w skład którego wchodzą:
- Wczesne wspomaganie rozwoju
- Przedszkole nr 104
- Szkoła Podstawowa nr 106
- CXXIII Liceum Ogólnokształcące

Do zespołu uczęszczają dzieci hospitalizowane w IPCZD, w wieku poniżej 18 lat.

## Galeria

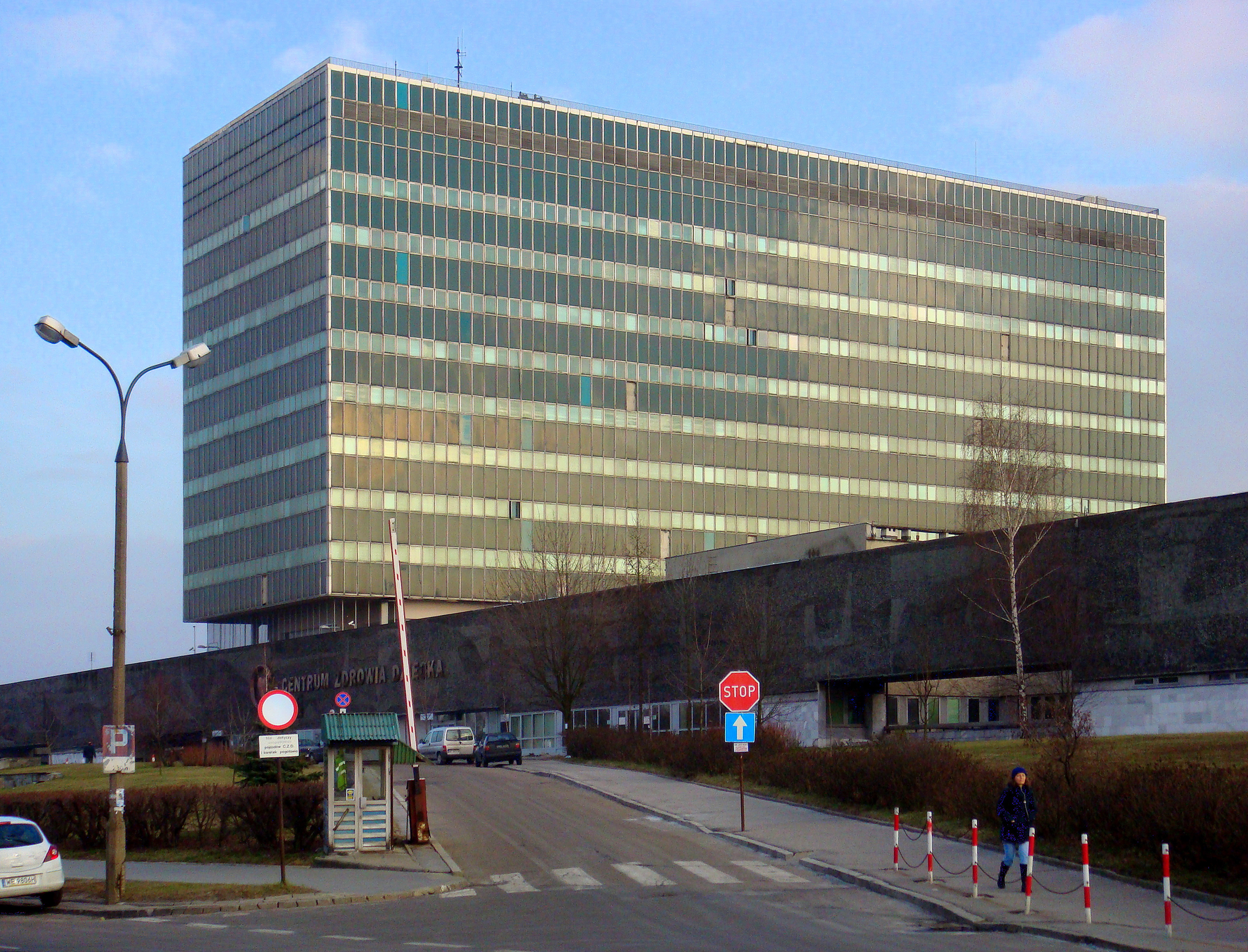
Gmach główny
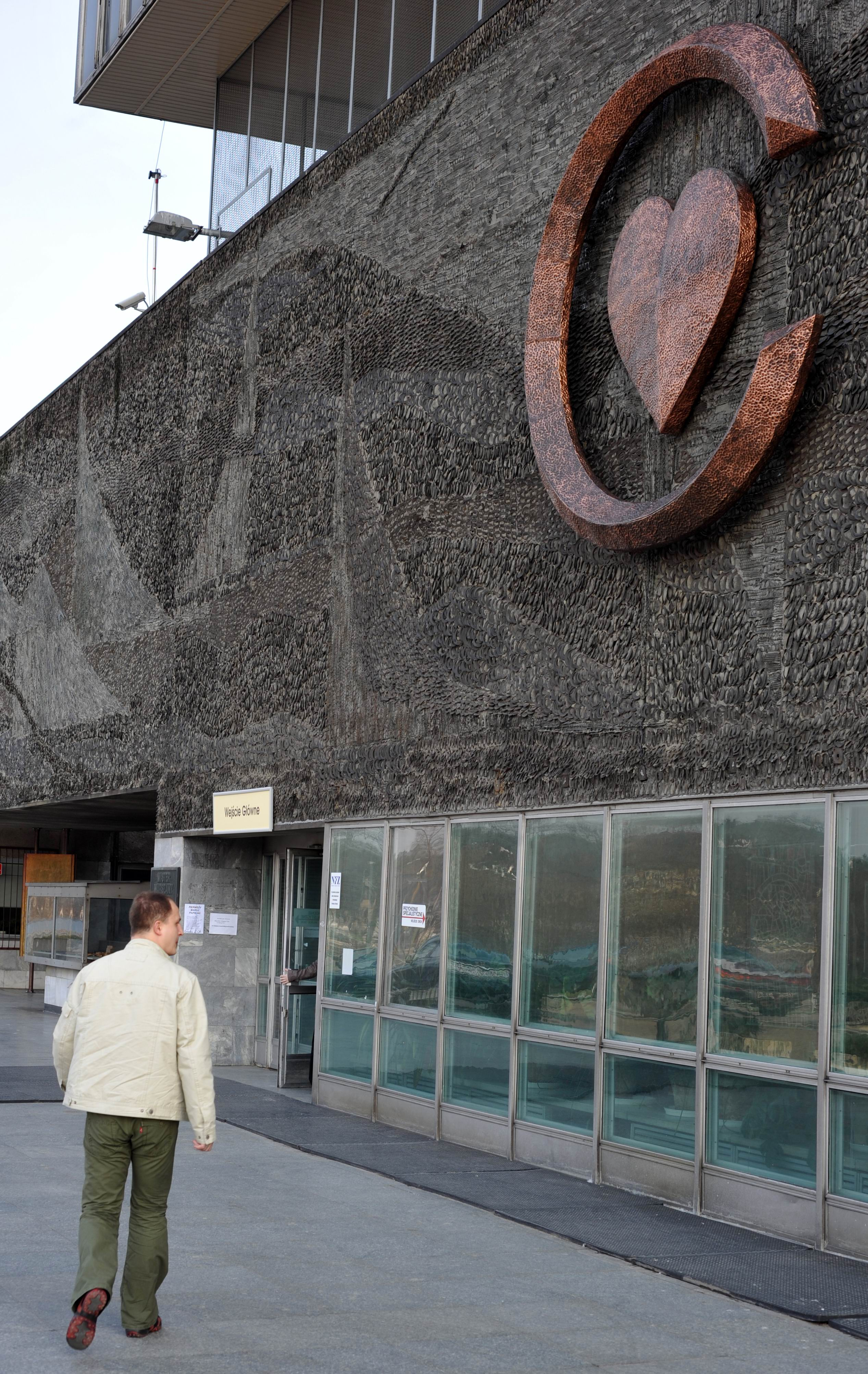
Wejście główne
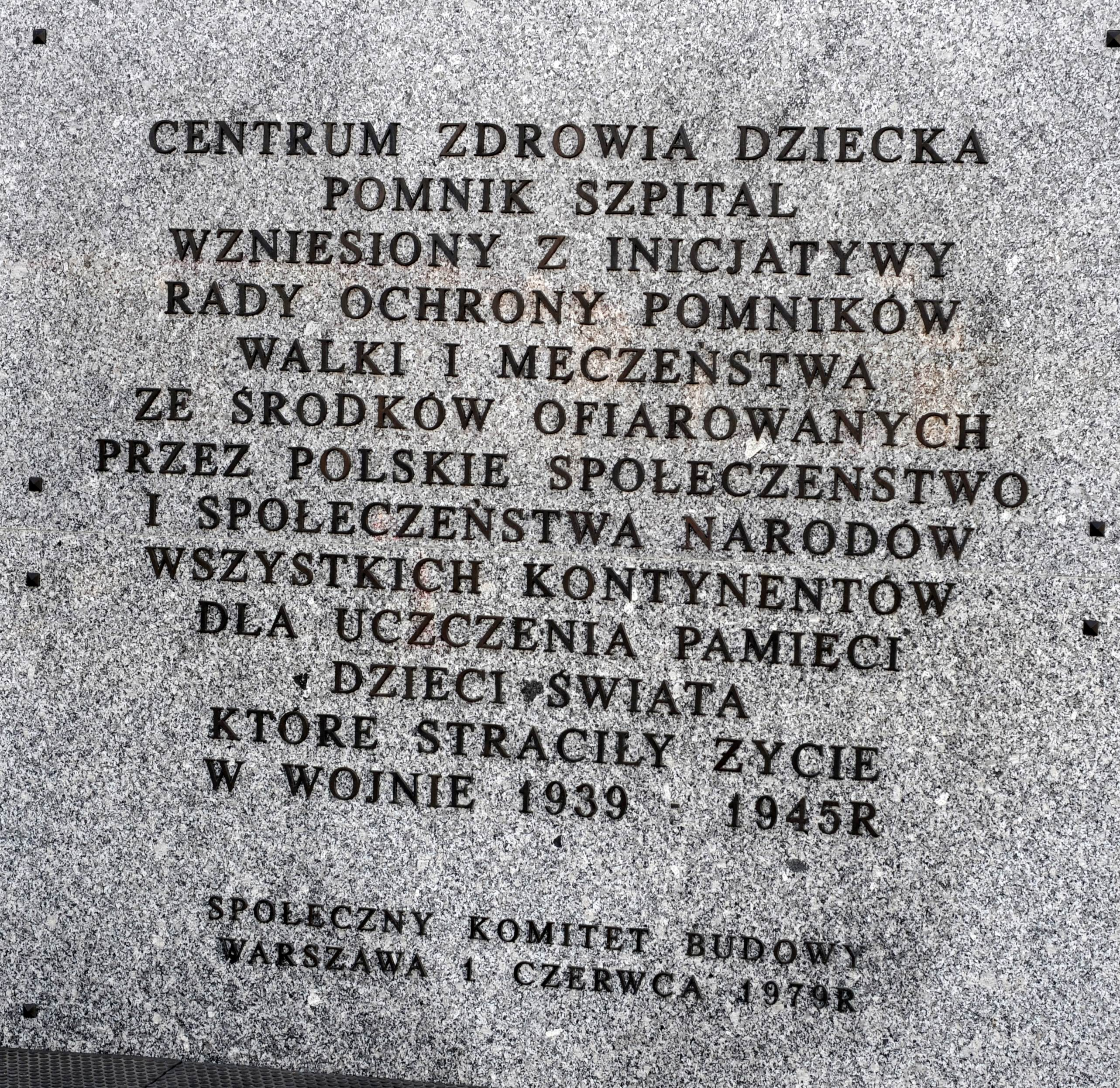
Tablica pamiątkowa
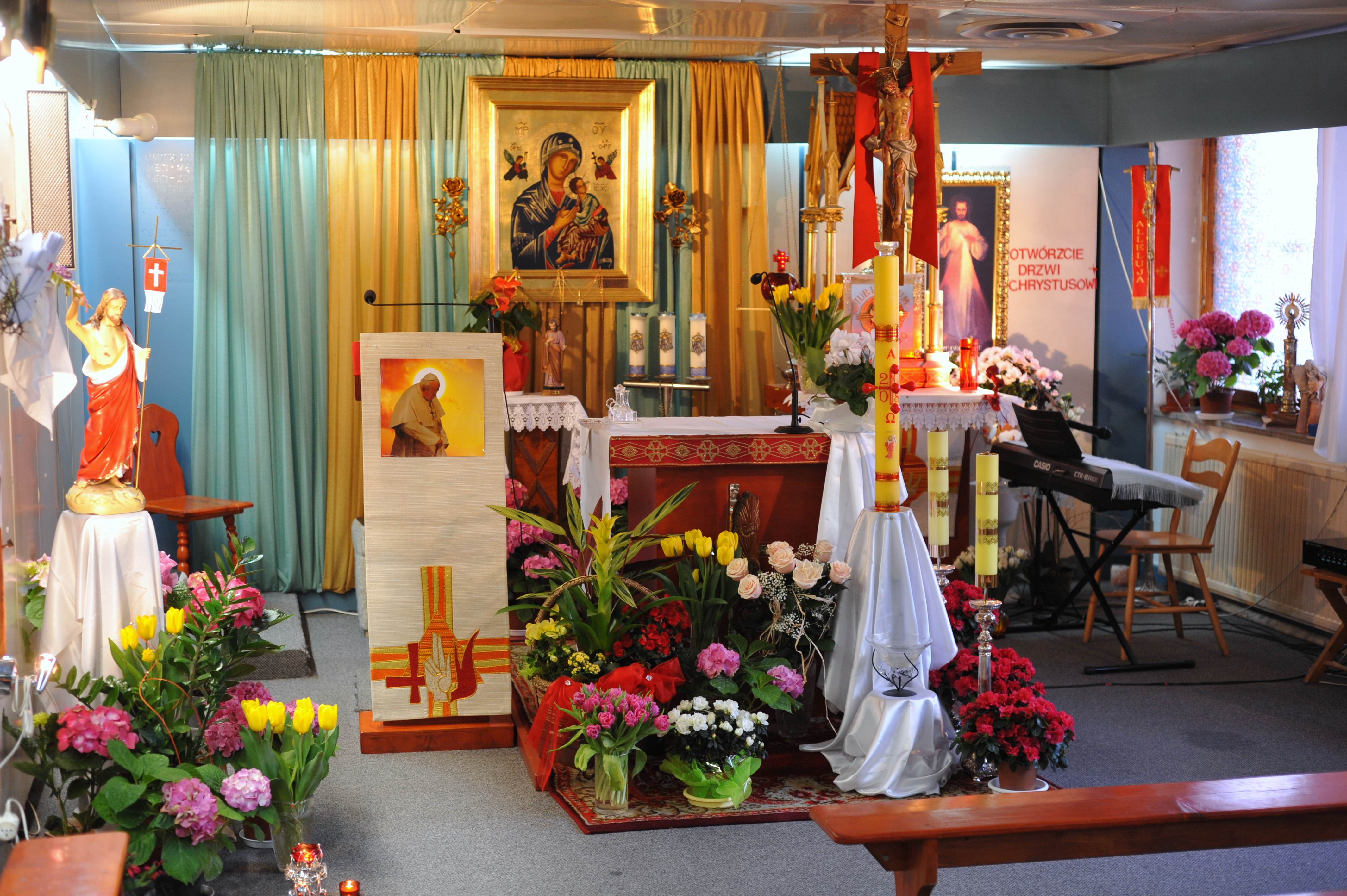
Przyszpitalna kaplica